# Ace Golf
Ace Golf (Swingerz Golf aux USA, Wai Wai Golf au Japon) est un jeu vidéo de sport sorti en 2002 sur GameCube. Le jeu a été développé par Telenet Japan puis édité par Eidos Interactive.

## Système de jeu
Le jeu est une simulation de golf, utilisant des éléments de gameplay de type RPG.
La frappe de balle s'effectue avec le stick "C", situé en bas à droite de la manette de GameCube. Le joueur doit incliner le stick d’arrière en avant, en bonne synchronisation avec une barre de puissance située au bas de l'écran, qui se déclenche au début du swing et qui indique la distance que va parcourir la balle. Si le joueur parvient à effectuer le mouvement en ligne droite, il obtiendra une qualité de frappe optimale. Si le joueur appuie sur "B" avant de jouer, il pourra frapper un coup plus puissant, mais plus difficile à contrôler et également plus fatigant pour le personnage.
Divers facteurs influence le comportement général de la balle, tels que la force et la direction du vent, la pluie, les dénivelés et le type de terrain sur lequel se trouve la balle (bunkers de sables, fairway, rough, etc.).
Plus un terrain est défavorable, plus la marge d'erreur laissée au joueur est faible. De plus, le jeu utilise un système d'endurance : chaque coup frappé fait diminuer une jauge en haut à gauche de l'écran. En dessous d'un seuil critique, la distance de frappe du personnage se met à diminuer. La jauge diminue plus vite si le personnage joue des coups puissants, ou depuis des terrains difficiles.
Le jeu se distingue par une esthétique plus proche de l'arcade que de la simulation réaliste, et par un système de modification des capacités des personnages. Au fur et à mesure du jeu, le joueur débloque un certain nombre de matériels et d'accessoires (clubs, balles, chaussures, accessoires de clubs, etc.) qu'il peut combiner de diverses manières. Selon les combinaisons, il pourra influencer la distance de frappe, la trajectoire générale des coups, le backspin de la balle, l'endurance des personnages, etc. Chaque objet nécessite un certain nombre de points d'utilisations, disponibles en quantité limité pour chaque personnage.
A chaque bon coup utilisant tel ou tel accessoire, le joueur engrange des points de performances qui permettent automatiquement lorsque l'on dépasse certains paliers d’améliorer les statistiques de l’accessoire en question.
Le jeu propose aussi les services de caddies qui vous conseilleront au cours de la partie.

## Personnages et parcours

### Personnages jouables
Le jeu permet de débloquer de nouveaux personnages au fur et à mesure de la progression dans les modes principaux.
Les personnages de bases présentés par la notice du jeu et le menu "Profil" sont les suivants  :
| Nom                       | Age    | Nationalité | Taille | Description |
| ------------------------- | ------ | ----------- | ------ | --- |
| Yoshiki Kitamura          | 18 ans | Japon       | 180 cm | Jeune idole du show-business japonais, ce personnage, l'un des deux premiers proposés par le jeu, possède des caractéristiques orientées vers la puissance plus que la précision.                                                                 |
| Miho Kusaka               | 22 ans | Japon       | 162 cm | Ancienne joueuse universitaire récemment passée pro après avoir reçu son diplôme, elle est l'un des deux personnages proposés au début du jeu, et se caractérise par une grande précision et régularité, mais avec un certain manque de puissance |
| Sonny Ryder               | 3? ans | USA         | 210 cm | Motard, propriétaire d'une Harleyy Davidson, personnage énigmatique et caractériel, arborant lunettes de soleil, et bandana. |
| Carlos Gonzales           | 15 ans | USA         | 165 cm | Jeune garçon fan de break-danse, il a été initié au golf par son père. |
| Lorraine Eisenberg        | 20 ans | France      | 180 cm | Championne universitaire, star du sport, mais elle peut parfois être victime d'un manque de concentration après quelques mauvais coups. |
| Lisa Lowell               | 29 ans | USA         | 185 cm | Ancienne colonelle de l'armée de l'air, elle compense son manque d'expérience dû à une découverte tardive du golf par une grande discipline et une force mentale à toute épreuve.                                                                 |
| Kenneth Plunkett          | 78 ans | Irlande     | 160 cm | Très expérimentée, l'âge a réduit sa puissance mais sa technique reste remarquable. Ses rhumatismes supportent mal l'hiver. |
| Rosetta Palermo           | 16 ans | Italie      | 152 cm | Enfant prodige multi-diplômée, inventrice du ROBO caddie, et utilisant ses compétences scientifiques pour calculer ses coups. |
| Kanunu                    | 25 ans | USA         | 205 cm | Ancien sumo, chanteur et danseur de haute volée, il est le personnage le plus puissant du jeu. Il supporte difficilement la chaleur, mais joue très bien sous la pluie.                                                                           |
| Parmella Jaman            | 32 ans | Jamaïque    | 175 cm | Pop star jouant au golf sur son temps libre. |
| Cody Arain                | 28 ans | Brésil      | 195 cm | Joueur très détendu et au talent précoce, il est puissant et spécialiste des coups à effet. Préfère jouer l'été. |
| Charles Barrington-Smythe | 43 ans | Angleterre  | 190 cm | Aristocrate aimable et séduisant, bon joueur de fer, mal à l'aise sous la pluie. |
| Sandy Green               | 55 ans | USA         | 170 cm | Professionnelle senior, très expérimentée, mais estime que les jeunes joueurs ne sont pas à la hauteur. |

### Caddies
- Yuka : Présente au début de jeu, elle arbore la tenue habituelle des caddies japonaises, et est décrite comme étourdie mais enjouée.
- Shane : présent au début du jeu, personnage passionné de surf et arborant une version caricaturale de l'apparence des surfers américains
- Hanako : une caddie plus expérimentée. La version française du doublage lui donne un accent anglais.
- ROBO : Robot-golfeur capable de voler et d'estimer très précisément les distances
- Kaede : une ninja issue des temps anciens et réveillée à la suite d'une cryogénisation accidentelle (?). Nul ne sait pourquoi elle s'intéresse au golf.

### Parcours
Wakakusa GCC
Parcours à flanc de montagne, facile d’accès.
Resort Links
Parcours de bord de mer au cœur d'un complexe touristique dans un environnement de type caribéen, et près d'un volcan. 
Canyon Valley
Parcours désertique et rocailleux, parsemé de cactus et autres obstacles.
Blue Olympus
Parcours de montagne, soumis à des vents forts et changeant
Royal Classique
Parcours de type links britannique, comportant des excentricités telles qu'un trou passant entre deux bâtiments. 
Le National
Parcours en forêt de type in-land américain, présentant des caractéristiques similaires aux parcours d'Augusta National et Sahalee.
Wai Wai Golf Centre

Parcours compact, composé uniquement de neufs par-3 dans un environnement péri-urbain japonais. 